# Медвежка (Кемеровская область)
Медве́жка — посёлок в Крапивинском районе Кемеровской области. Входит в состав Каменского сельского поселения.

## География
Посёлок расположен на слиянии одноимённой речки Медвежка и Тайдона. Ныне практически не жилой. Много лет в посёлке работала гидрологическая станция, на которой проводился мониторинг экологического состояния и гидрологические исследования реки Тайдон. На сегодняшний день здесь расположен один из кордонов заповедника «Кузнецкий Алатау».
Центральная часть населённого пункта расположена на высоте 180 метров над уровнем моря.

## Население
По данным Всероссийской переписи населения 2010 года, в посёлке Медвежка не проживает постоянного населения.